# Pierścień Boole’a
Ten artykuł został nominowany do wyróżnienia „Dobry Artykuł”.
Weź udział w dyskusji na ten temat.
Pierścień Boole’a – rodzaj struktury algebraicznej, konkretniej pierścienia. Pierścień Boole’a jest definiowany przez połączenie (koniunkcję) trzech własności:
- jest przemienny, tzn. jego mnożenie jest przemienne;
- ma jedynkę, czyli element neutralny mnożenia;
- jego mnożenie jest idempotentne, czyli dla każdego elementu {\displaystyle a} spełnia warunek:

{\displaystyle aa=a.}
Przykładem jest dowolny pierścień zbiorów, tzn. rodzina zamknięta na działania różnicy symetrycznej i przekroju. Taką rodziną może być dowolny zbiór potęgowy. W dalszym tekście pierścienie Boole’a są zapisywane jako krotka {\displaystyle (B,\oplus ,\cdot ,0,1).}

## Własności
- Każdy element pierścienia Boole’a spełnia równość[2][3]: {\displaystyle a\oplus a=0.} Dowód:

{\displaystyle {\begin{aligned}&a\oplus a\oplus a\oplus a=\\=\ &(aa)\oplus (aa)\oplus (aa)\oplus (aa)=\\=\ &(a\oplus a)(a\oplus a)=\\=\ &a\oplus a,\\&a\oplus a=0.\blacksquare \end{aligned}}}
O takich elementach mówi się, że są inwolucjami dodawania lub że są rzędu dwa w grupie addytywnej {\displaystyle (B,\oplus )}. W szczególności mówi się, że dowolny pierścień Boole’a ma charakterystykę równą dwa: {\displaystyle 1\oplus 1=0.}
- Wynika stąd, że działanie jednoargumentowe {\displaystyle 1\oplus a} ma własności podobne do tych negacji i dopełnienia zbioru[2]:

{\displaystyle {\begin{aligned}a(1\oplus a)&=0,\\a\oplus (1\oplus a)&=1.\end{aligned}}}

## Związki z algebrami Boole’a

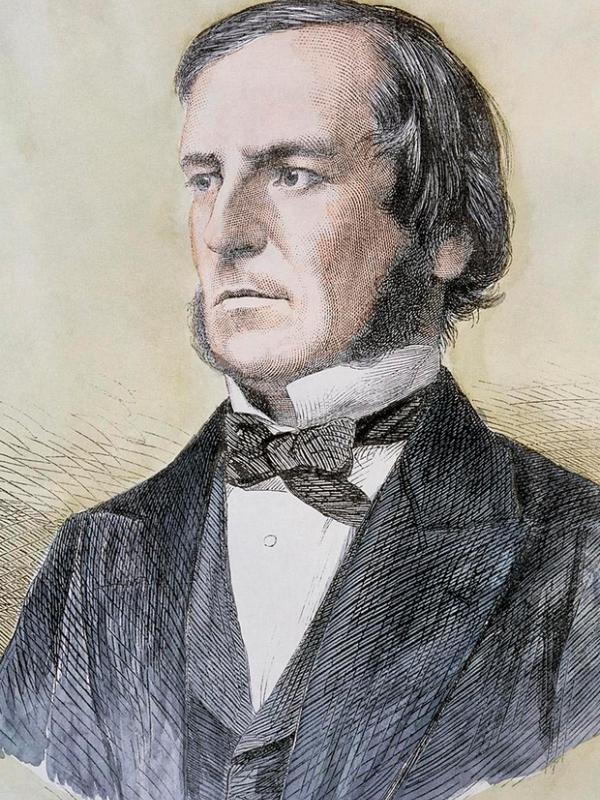
George Boole (1815–1864)

Z każdego pierścienia Boole’a da się skonstruować algebrę Boole’a i odwrotnie.
- Niech {\displaystyle (B,\cup ,\cap ,\sim ,0,1)} będzie algebrą Boole’a. Na zbiorze {\displaystyle B} da się określić działanie dwuargumentowe nazywane alternatywą rozłączną lub różnicą symetryczną, tutaj oznaczaną przez {\displaystyle \oplus }:

{\displaystyle a\oplus b:=(a\cap (\sim b))\cup (b\cap (\sim a)).}
Wtedy {\displaystyle (B,\oplus ,\cap ,0,1)} będzie pierścieniem Boole’a, gdzie za mnożenie {\displaystyle \cdot } przyjmuje się {\displaystyle \cap }.
- Niech {\displaystyle (B,\oplus ,\cdot ,0,1)} będzie pierścieniem Boole’a. Wtedy na {\displaystyle B} da się zbudować inne działania:

{\displaystyle {\begin{aligned}a\cup b&:=a\oplus b\oplus ab,\\a\cap b&:=ab,\\\sim a&:=1\oplus a.\end{aligned}}}
Układ {\displaystyle (B,\cup ,\cap ,\sim ,0,1)} zawsze będzie algebrą Boole’a.